# Канглунг
Канглунг (англ. Kanglung) — город в Бутане.
Канглунг находится в гевоге Канглунг (дзонгхаг Трашиганг). В городе расположен колледж Шерубце, являющийся отделением Королевского университета Бутана.
Население города — 1717 человек (перепись 2005 г.), а по оценке 2012 года — 1877 человек.